# Eupatorus birmanicus
Eupatorus birmanicus är en skalbaggsart som beskrevs av Gilbert John Arrow 1908. Eupatorus birmanicus ingår i släktet Eupatorus och familjen Dynastidae. Inga underarter finns listade i Catalogue of Life.

## Bildgalleri

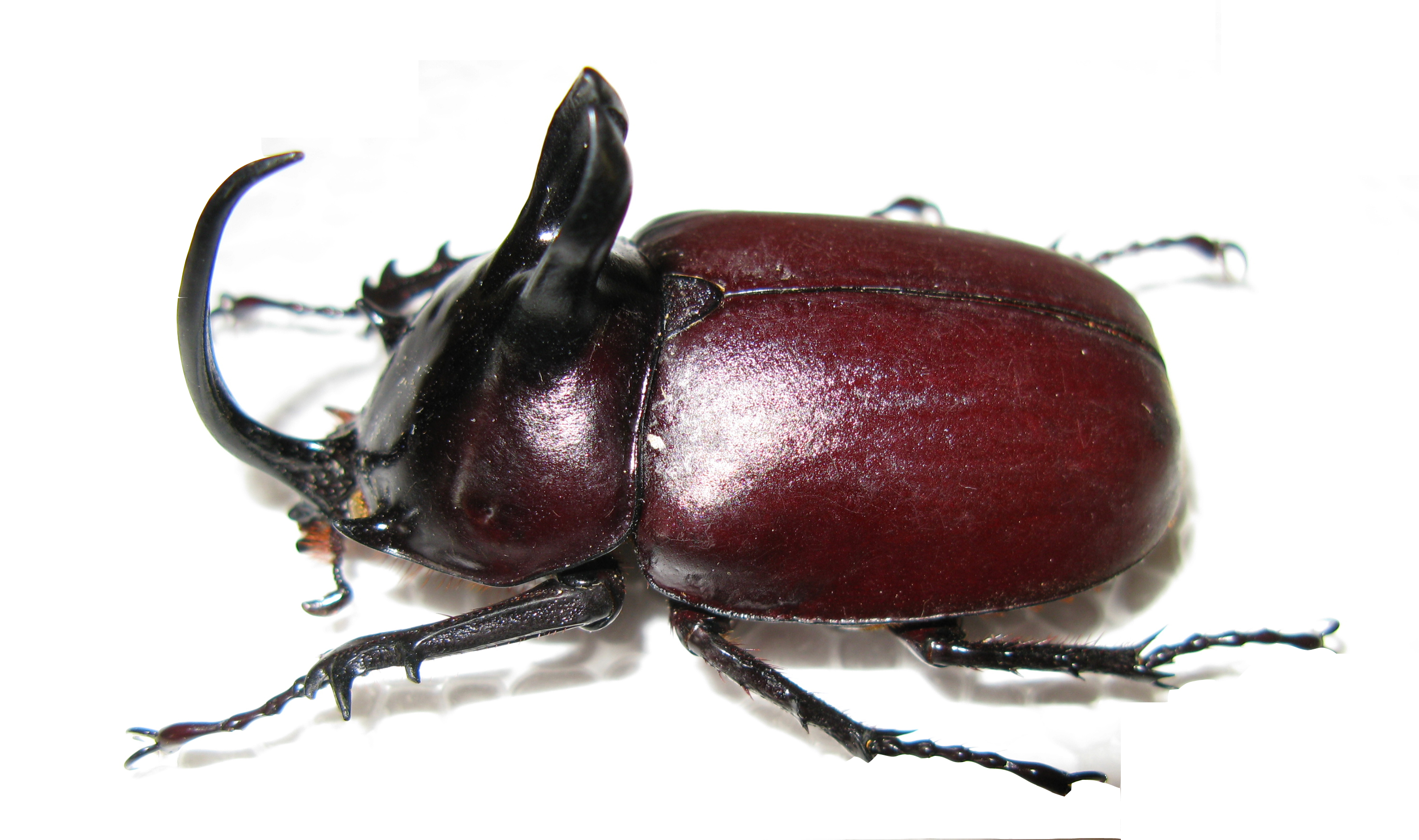
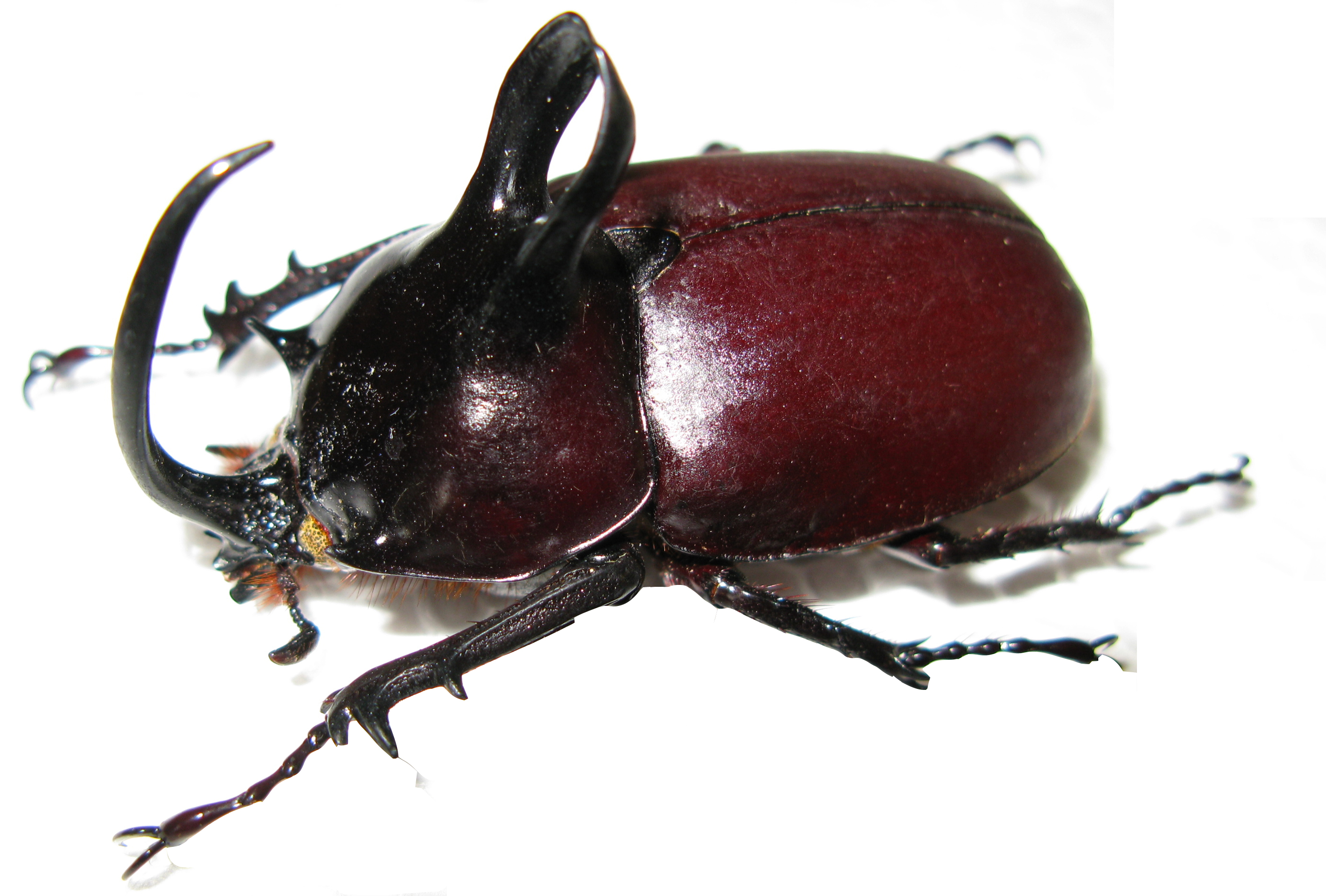
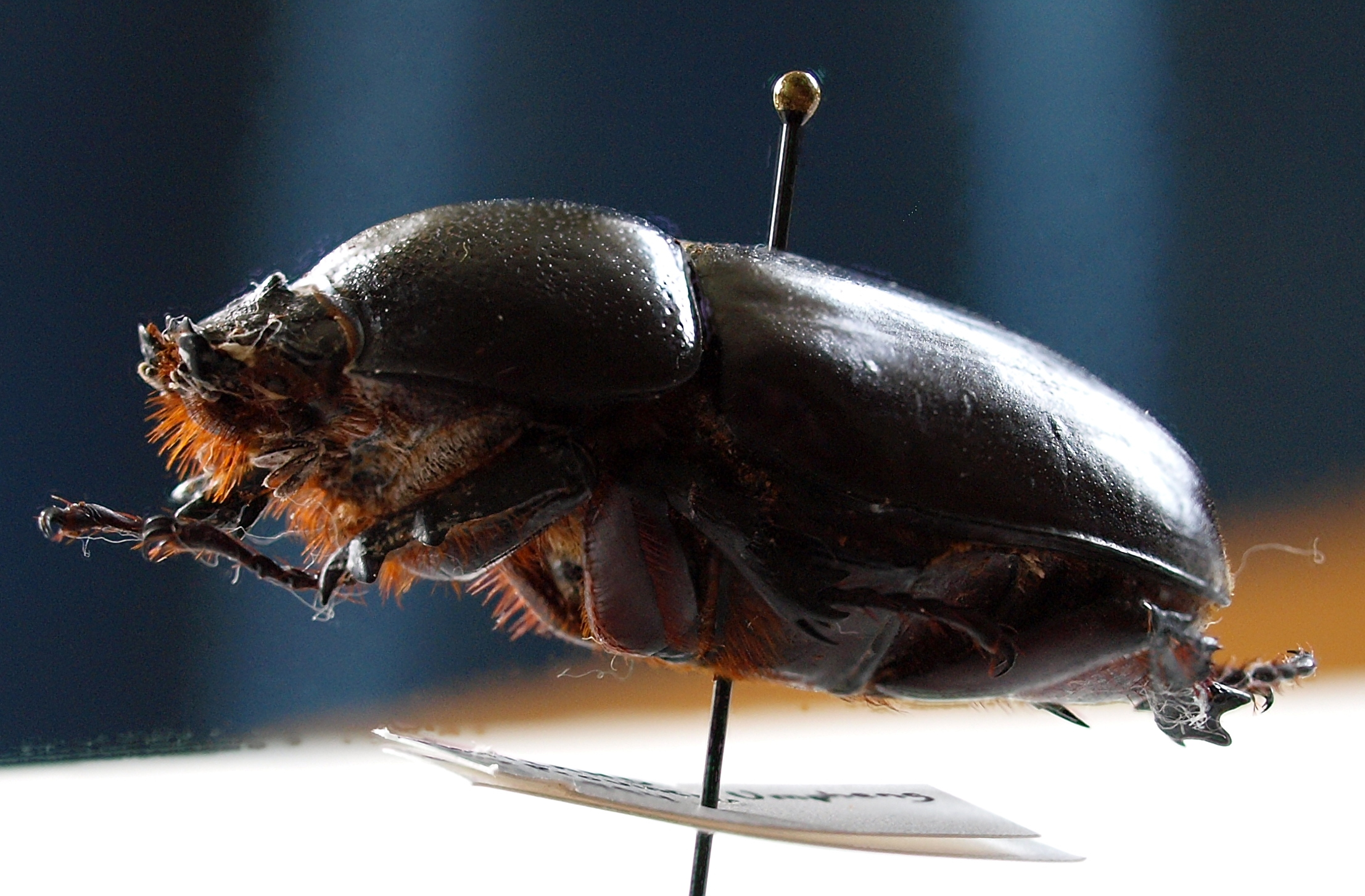
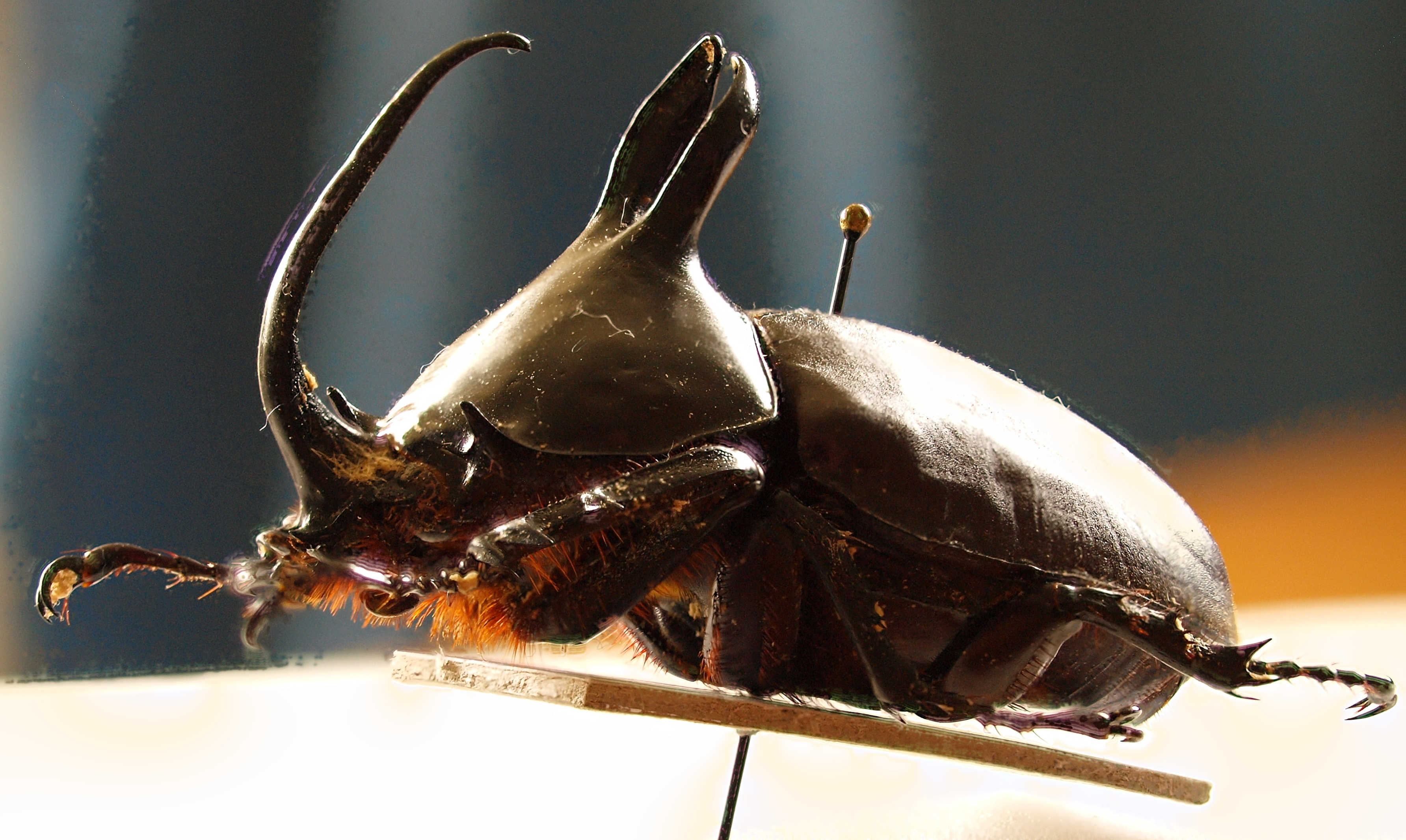
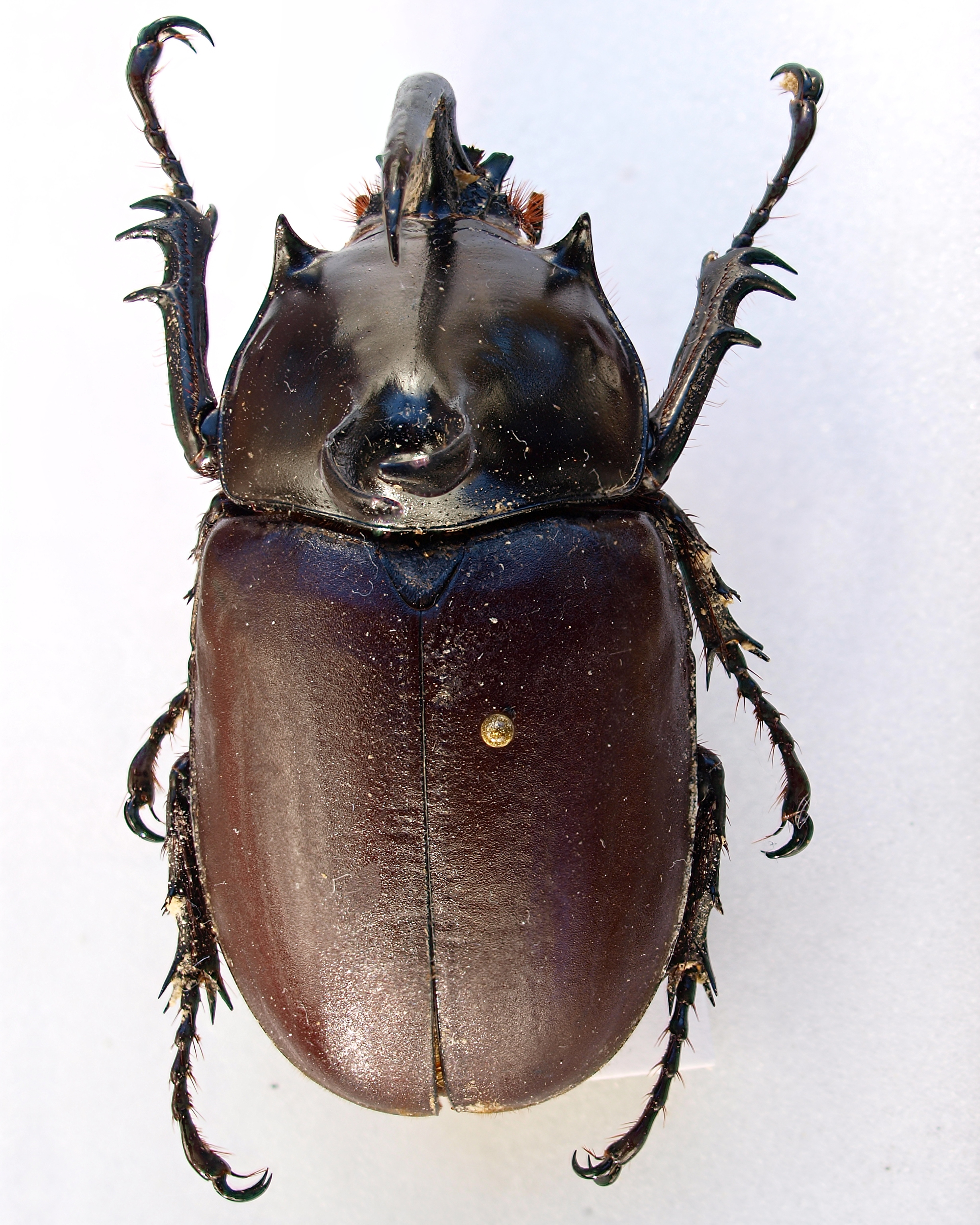
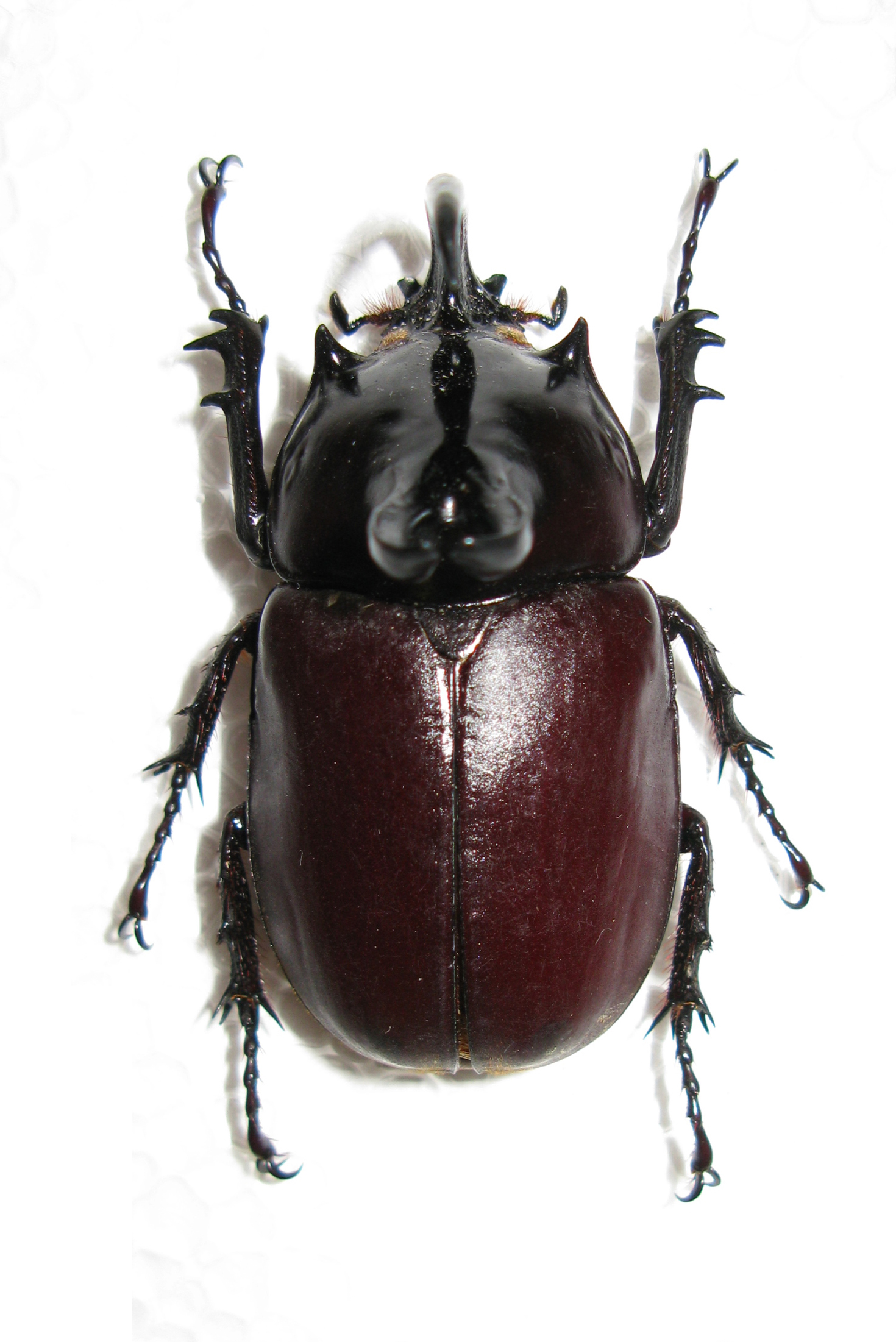